# Montreal (turniej szachowy)
Turniej szachowy w Montrealu – po raz pierwszy zorganizowany w 1979 r. turniej, który w latach 2000–2009 rozgrywany był cyklicznie.
W pierwszej edycji na starcie stanęło 10 arcymistrzów ze światowej elity (średni ranking wyniósł 2622 pkt, co odpowiadało XV kat. FIDE), z ówczesnym mistrzem świata Anatolijem Karpowem oraz byłymi Michaiłem Talem i Borysem Spasskim. Zawodnicy rozegrali ze sobą po dwie partie systemem kołowym, zwycięzcy (Karpow i Tal) zdobyli po 12 pkt.
Druga edycja turnieju odbyła się dopiero po 21 latach, w roku 2000. Aktualna numeracja turniejów liczona jest właśnie od tej edycji (jako pierwszej).

## Zwycięzcy dotychczasowych turniejów
| Lp | Rok  | Zwycięzcy                            |
| -- | ---- | ------------------------------------ |
|    | 1979 | Anatolij Karpow, Michaił Tal         |
| 1  | 2000 | Siergiej Smagin, Eduardas Rozentalis |
| 2  | 2001 | Alexandre Lesiège                    |
| 3  | 2002 | Jean-Marc Degraeve                   |
| 4  | 2003 | Eduardas Rozentalis                  |
| 5  | 2004 | Zachar Jefimienko                    |
| 6  | 2005 | Wiktor Michalewski                   |
| 7  | 2006 | Paweł Eljanow                        |
| 8  | 2007 | Wasilij Iwanczuk                     |
| 9  | 2008 | Jurij Szulman                        |
| 10 | 2009 | Arkadij Naiditsch                    |